# Термална аблација
Термална аблација је минимално инвазиван третман вођен сликом који користи топлоту или екстремну хладноћу којом производи ћелијску смрт у циљаном подручју уз минимално оштећење околног здравог ткива. Једна од најнапреднијих клиничких биоефекта терамалне аблације је онај заснован на примени фокусираног ултразвука.
Иако техника аблације може да варира између специфичних болести, општи приступ за сваку процедуру је углавном исти. Термичка аблација користи ултразвук, компјутеризовану томографију (ЦТ) или магнетну резонанцу (МРИ) како би помогла да се иглена сонда усмери у оболело зкиво.
Радиофреквентна и микроталасна аблација користе топлоту да униште болесне ћелије. Криоаблација користи екстремну хладноћу за замрзавање и уништавање болесних ћелија. Која ће ,етод бити примењена зависи од специфичности дијагнозе. За многе дијагнозе, не постоје познате разлике између коришћења третмана заснованих на топлоти и хладноћи.

## Опште информације
Оштећење ткива може се прецизно контролисати коришћењем низа фокусираних ултразвучних претварача са различитим величинама соникације. Магнетна резонанца омогућава праћење пораста температуре у реалном времену, омогућавајући квантификацију терапеутске дозе.
Алтернативно, ултразвучно снимање и технике карактеризације ткива (нпр. еластографија) могу се користити за праћење лечења у клиничкој праккси. У зависности од опреме и параметара који се користе, запремина фокусираних ултразвучних лезија може бити мала као зрно пиринча (нпр. око 10 кубних милиметара), што омогућава изузетно локализован третман и добијање оштре границе између третираних и нетретираних подручја.
За лечење већих структура као што су тумори, вишеструка соникација се може комбиновати да би обухватила цео волумен. Често је потребан период хлађења између ултразвука да би се спречило нежељено загревање околног ткива. Због тога третман веома великих количина може бити дуготрајан. Међутим, оптимизовани алгоритми за скенирање и употреба спиралних соникација су технике које су коришћене да би се смањило време третмана.
Ефекат термалне аблације фокусираног ултразвука је клинички најшире истражен и може се користити за неинвазивно лечење различитих клиничких стања укључујући симптоматске фиброиде материце; тумори простате, дојке и јетре; бол у доњем делу леђа; и поремећаји мозга као што су есенцијални тремор, Паркинсонова болест и неуропатски бол између многих других стања.

## Предности
Најважније предности термалне аблације су:
- релативно је брза процедура са брзим опораваком. Време опоравка за криохирургију може бити краће него за отворену операцију.
- хемотерапија се може наставити скоро одмах код пацијената којима је потребна.
- јефтинија је од других опција лечења.
- неколико сати након процедуре пацијент може отићи кући, или можете остати преко ноћи.
- оштећење здравог ткива је минимално (јер је рез за сонду кроз кожу јако мали).

## Нежељена дејства
Нежељена дејства  терапије аблацијом  варирају у зависности од специфичности процедуре која се користи и тежине основног стања. Генерално, терапија аблације је прилично безбедна и ризик је минималан. Компликације аблације могу укључивати:
- Сваки поступак који продре у кожу носи ризик од инфекције. Шанса за инфекцију која захтева лечење антибиотицима мања од један на 1.000.
- Крварење на места реза на кожи или због оштећења крвних судова.
- Иако лекар води рачуна да избегне оштећење околног ткива, може доћи до оштећења нормалних структура. У зависности од места лечења, аблација може довести до бола, упале органа, апсцеса или инфекције, а касније и појаве ожиљака.
- Могу се појавити компликације у вези са лековима за процедуру, укључујући анестезију.
- Једано од нежељених дејстава је излагање рендгенским зрацима. Међутим, ризик од зрачења није велика брига у поређењу са предностима процедуре.
- Отприлике један од четири пацијента може развити „постаблацијски синдром“ са симптомима сличним грипу који се појављују три до пет дана након процедуре и обично трају око пет дана. Грозница и другим симптоми могу се лечити  оралним ацетаминофеном  или ибупрофеном
- У јако ретке компликације спадају мождани удар или срчани удар.[3]

## Ограничења
Постоји ограничење количине ткива које термална аблација може уништити. То је због ограничења тренутне опреме. Технички напредак ће омогућити лечење већих тумора у будућности. 
Микроскопски тумори које медицинска слика не може видети не могу се лечити аблацијом. Тумори мањи од 2 до 3 мм често се не виде са тренутном технологијом снимања.
Како је аблација је локализована  терапија она може лечити болест само на једном месту, односно не може увек да лечи рак који се проширио на друге делове тела. 